# Пасєка Ольга Михайлівна
Ольга Михайлівна Пасєка (14 серпня 1919, село Великі Підліски, тепер Львівського району Львівської області — ?) — українська радянська діячка, новатор сільськогосподарського виробництва, ланкова колгоспу імені Щорса («Прогрес») Кам'янко-Бузького району Львівської області. Герой Соціалістичної Праці (26.02.1958). Депутат Верховної ради СРСР 5—6-го скликань.

## Біографія
Народилася в бідній селянській родині. Закінчила сільську початкову школу. З юних років наймитувала. До 1947 року працювала у власному сільському господарстві.
З 1947 року — колгоспниця, з 1949 (за іншими даними — з 1952) року — ланкова колгоспу імені Щорса (потім — «Прогрес») села Великі Підліски (центральна садиба — у селі Дідилів) Новояричівського (потім — Кам'янко-Бузького) району Львівської області. Ланка, яку очолювала Ольга Пасєка, уславилася високими сталими врожаями цукрових буряків (понад 500 ц/га щороку) та інших сільськогосподарських культур.
Указом Президії Верховної Ради СРСР від 26 лютого 1958 року Ользі Пасєці присвоєно звання Героя Соціалістичної Праці з врученням ордена Леніна і золотої медалі «Серп і Молот».
Член КПРС з 1959 року. Обиралася головою Львівської обласної жіночої ради.
Потім — на пенсії у селі Великі Підліски Кам'янка-Бузького району Львівської області.

## Нагороди
- Герой Соціалістичної Праці (26.02.1958);
- два ордени Леніна (26.02.1958);
- орден Жовтневої Революції;
- медалі.